# جرت توماس
جرت توماس (انگلیسی: Jarret Thomas؛ زادهٔ ۶ آوریل ۱۹۸۱)از برندگان مدال‌های بازی‌های المپیک زمستانی و  ورزشکار اسنوبردسواری اهل ایالات متحده آمریکا است.